# Sela pri Šumberku
Sela pri Šumberku so naselje v občini Trebnje.
Vas Sela pri Šumberku leži na severozahodnem delu Suhe krajine 5 km z avtoceste Ljubljana - Zagreb izhod Bič. Gručasta vas se razteza pod 540 m visokim hribom Šumberk na katerem je nekoč kraljeval grad, sredi vrtačasto kraškega sveta. Osrednji del vasi je vaški trg s cervijo, šolo in gostilno.
Župnjiska cerkev svetega Janeza Krstnika je lepo vzdrževana, z obnovljenim zvonikom (2009). Šolo so ob pomoči občine in krajevne skupnosti obnovili vaščani (2007). Pouk v šoli ne poteka že od leta 1972. V osrednjem delu trga, ki je odprt in prostoren je vodnjak.V okolici so polja Reber, Kalčiček, Kranjške njive, Kremenik in Na ravnah, na Kozjeku in Kremenjaku pa so listnati gozdovi. V vasi je ob starih hišah še nekaj kamnitih miz in starih kašč, v okolici so kraške jame, med njimi je bolj znana Marjetna jama, na Starem gradu, južno od vasi pa je bila odkrita prazgodovinska naselbina. 

## Grad Šumberk
Prva znana omemba je iz leta 1141, ko so grad upravljali grofje šumberški, potomci stranske veje dinastija Breško-Selških. Grofje Šumberški so bili pomemben člen v verigi političnega, gospodarskega in kulturnega dogajanja in se pogosto omenjajo v 12. in 13. stoletju. Eden zadnjih potomcev je bil krški škof Ulrich III. Grad je bil opuščen že za časa Valvazorja. Danes je grad razvalina. Do njega vodi cesta, ki v drugem delu poti preraste v ozko pot med drevjem. Na vzhodni strani grajskega griča pa je še vedno ohranjena grajska kapelica, nastala v prvi polovici 12.stoletja, posvečena sv. Katarini Aleksandijski.
Zgodba o nastanku gradu pripoveduje, da sta gradova Šumberk in Kozjek oddaljena nekaj kilometrov zidala brata velikana. Imela sta le eno kladivo in sta si ga podajala iz hriba na hrib. Če pa sta bila žejna sta pila iz reke Temenice. Grad Kozjek je postal znan iz povesti Josipa Jurčiča Jurij Kozjak. S Šumberka pa je bila doma njegova mama.